# Molophilus cramptoni
Molophilus cramptoni är en tvåvingeart som beskrevs av Alexander 1924. Molophilus cramptoni ingår i släktet Molophilus och familjen småharkrankar. Inga underarter finns listade i Catalogue of Life.